# Freie-Partie-Europameisterschaft 1997

Logo CEB (ausrichtender Verband)

Veranstaltungsort: Chemnitz

Die Freie-Partie-Europameisterschaft 1997 war das 27. Turnier in dieser Disziplin des Karambolagebillards und fand vom 26. bis zum 29. Juni 1997 in Chemnitz statt. Es war die siebte Freie-Partie-Europameisterschaft in Deutschland.

## Geschichte
Mit einer Klasseleistung in der KO-Pase konnte der Wiener Arnim Kahofer seinen ersten Titel auf internationaler Ebene einfahren. Er besiegte nacheinander im Halbfinale den Titelverteidiger Martin Horn und im Finale den vielfachen Europameister Fonsy Grethen in jeweils nur einer Aufnahme. Erstmals wurde der dritte Platz nicht mehr ausgespielt. Es gab zwei Bronzemedaillen. In der Qualifikation konnte sich diesmal kein weiterer deutscher Teilnehmer für die Hauptrunde qualifizieren.

## Turniermodus
Es wurden zwei Qualifikationsrunden gespielt, in denen sich die besten sich sieben Spieler für das Hauptturnier qualifizieren konnten. Die Partiedistanz betrug 250 Punkte in der Vorqualifikation und 300 Punkte in der Hauptqualifikation. Im Hauptturnier kam der Titelverteidiger dazu. Hier wurden zwei Gruppen gebildet zu je vier Spielern. Aus jeder Gruppe qualifizierten sich die besten zwei Akteure für das Halbfinale. Die Partiedistanz betrug 400 Punkte.
Bei MP-Gleichstand in der Endtabelle wurde in folgender Reihenfolge gewertet:
1. MP = Matchpunkte
2. GD = Generaldurchschnitt
3. HS = Höchstserie

## Qualifikation
| MP    | Match Points (Sieger = 2; Unentschieden = 1; Verlierer = 0) |
| Pkte. | Erzielte Karambolagen                                       |
| Aufn. | Benötigte Versuche                                          |
| GD    | Generaldurchschnitt                                         |
| BED   | Bester Einzeldurchschnitt eines Spielers                    |
| HS    | Höchstserie                                                 |
|       | Bester GD des Turniers                                      |
|       | Bester ED des Turniers                                      |
|       | Beste HS des Turniers                                       |
|       | 1. Platz (Gold)                                             |
|       | 2. Platz (Silber)                                           |
|       | 3. Platz (Bronze)                                           |

### Vor-Qualifikation
| 1 | Jérôme Galerne       | 4:0 | 500 | 5  | 100,00 | 250,00 | 250 |
| 2 | Miroslav Andrejowski | 2:2 | 267 | 28 | 9,53   | 10,44  | 121 |
| 3 | Markus Melerski      | 0:4 | 184 | 25 | 7,36   | –      | 46  |

| 1 | Stéphane Wathier  | 2:2 | 250 | 6  | 41,66 | 62,50  | 232 |
| 2 | Thomas Nockemann  | 2:2 | 369 | 13 | 28,38 | 125,00 | 250 |
| 3 | Sotiris Psiskonis | 2:2 | 351 | 15 | 23,40 | 22,72  | 168 |

| 1 | Otto Truska    | 4:0 | 500 | 13 | 38,46 | 83,33 | 228 |
| 2 | Marc Daudignac | 2:2 | 260 | 13 | 20,00 | 25,00 | 79  |
| 3 | Carsten Lässig | 0:4 | 324 | 20 | 16,20 | –     | 86  |

| 1 | Jérôme Galerne | 4:0 | 500 | 5  | 100,00 | 250,00 | 250 |
| 2 | Frans van Hoey | 2:2 | 347 | 23 | 15,08  | 16,66  | 130 |
| 3 | Steffen Rödel  | 0:4 | 100 | 20 | 5,00   | –      | 21  |

### Haupt-Qualifikation
| Abschlusstabelle Gruppe A | Abschlusstabelle Gruppe A | Abschlusstabelle Gruppe A | Abschlusstabelle Gruppe A | Abschlusstabelle Gruppe A | Abschlusstabelle Gruppe A | Abschlusstabelle Gruppe A | Abschlusstabelle Gruppe A | Abschlusstabelle Gruppe A |
| Platz                     | Name                      | MP                        | Pkte.                     | Aufn.                     | GD                        | BED                       | HS                        |                           |
| ------------------------- | ------------------------- | ------------------------- | ------------------------- | ------------------------- | ------------------------- | ------------------------- | ------------------------- | ------------------------- |
| 1                         | Patrick Niessen           | 4:0                       | 600                       | 3                         | 200,00                    | 300,00                    | 300                       |                           |
| 2                         | Jérôme Galerne            | 2:2                       | 344                       | 8                         | 43,00                     | 42,85                     | 268                       |                           |
| 3                         | Axel Büscher              | 0:4                       | 212                       | 9                         | 23,55                     | –                         | 89                        |                           |

| Abschlusstabelle Gruppe B | Abschlusstabelle Gruppe B | Abschlusstabelle Gruppe B | Abschlusstabelle Gruppe B | Abschlusstabelle Gruppe B | Abschlusstabelle Gruppe B | Abschlusstabelle Gruppe B | Abschlusstabelle Gruppe B | Abschlusstabelle Gruppe B |
| Platz                     | Name                      | MP                        | Pkte.                     | Aufn.                     | GD                        | BED                       | HS                        |                           |
| ------------------------- | ------------------------- | ------------------------- | ------------------------- | ------------------------- | ------------------------- | ------------------------- | ------------------------- | ------------------------- |
| 1                         | Michael Mikkelsen         | 4:0                       | 600                       | 14                        | 42,85                     | 60,00                     | 209                       |                           |
| 2                         | Otto Truska               | 2:2                       | 532                       | 14                        | 38,00                     | 60,00                     | 154                       |                           |
| 3                         | Philippe Deraes           | 0:4                       | 74                        | 10                        | 7,40                      | –                         | 37                        |                           |

| Abschlusstabelle Gruppe C | Abschlusstabelle Gruppe C | Abschlusstabelle Gruppe C | Abschlusstabelle Gruppe C | Abschlusstabelle Gruppe C | Abschlusstabelle Gruppe C | Abschlusstabelle Gruppe C | Abschlusstabelle Gruppe C | Abschlusstabelle Gruppe C |
| Platz                     | Name                      | MP                        | Pkte.                     | Aufn.                     | GD                        | BED                       | HS                        |                           |
| ------------------------- | ------------------------- | ------------------------- | ------------------------- | ------------------------- | ------------------------- | ------------------------- | ------------------------- | ------------------------- |
| 1                         | Fonsy Grethen             | 4:0                       | 600                       | 6                         | 100,00                    | 100,00                    | 213                       |                           |
| 2                         | Fabien Cannone            | 2:2                       | 443                       | 5                         | 88,60                     | 150,00                    | 300                       |                           |
| 3                         | Thomas Schioler           | 0:4                       | 25                        | 5                         | 5,00                      | –                         | 10                        |                           |

| Abschlusstabelle Gruppe D | Abschlusstabelle Gruppe D | Abschlusstabelle Gruppe D | Abschlusstabelle Gruppe D | Abschlusstabelle Gruppe D | Abschlusstabelle Gruppe D | Abschlusstabelle Gruppe D | Abschlusstabelle Gruppe D | Abschlusstabelle Gruppe D |
| Platz                     | Name                      | MP                        | Pkte.                     | Aufn.                     | GD                        | BED                       | HS                        |                           |
| ------------------------- | ------------------------- | ------------------------- | ------------------------- | ------------------------- | ------------------------- | ------------------------- | ------------------------- | ------------------------- |
| 1                         | Stéphane Wathier          | 4:0                       | 600                       | 9                         | 66,66                     | 75,00                     | 292                       |                           |
| 2                         | Ad Klijn                  | 2:2                       | 374                       | 14                        | 26,71                     | 33,33                     | 109                       |                           |
| 3                         | Marek Faus                | 0:4                       | 46                        | 13                        | 3,53                      | –                         | 18                        |                           |

| Abschlusstabelle Gruppe E | Abschlusstabelle Gruppe E | Abschlusstabelle Gruppe E | Abschlusstabelle Gruppe E | Abschlusstabelle Gruppe E | Abschlusstabelle Gruppe E | Abschlusstabelle Gruppe E | Abschlusstabelle Gruppe E | Abschlusstabelle Gruppe E |
| Platz                     | Name                      | MP                        | Pkte.                     | Aufn.                     | GD                        | BED                       | HS                        |                           |
| ------------------------- | ------------------------- | ------------------------- | ------------------------- | ------------------------- | ------------------------- | ------------------------- | ------------------------- | ------------------------- |
| 1                         | Arnim Kahofer             | 4:0                       | 600                       | 10                        | 60,00                     | 300,00                    | 300                       |                           |
| 2                         | Herman Onderka            | 2:2                       | 305                       | 5                         | 60,60                     | 75,00                     | 252                       |                           |
| 3                         | Marc Daudignac            | 0:4                       | 224                       | 13                        | 17,23                     | –                         | 102                       |                           |

| Abschlusstabelle Gruppe F | Abschlusstabelle Gruppe F | Abschlusstabelle Gruppe F | Abschlusstabelle Gruppe F | Abschlusstabelle Gruppe F | Abschlusstabelle Gruppe F | Abschlusstabelle Gruppe F | Abschlusstabelle Gruppe F | Abschlusstabelle Gruppe F |
| Platz                     | Name                      | MP                        | Pkte.                     | Aufn.                     | GD                        | BED                       | HS                        |                           |
| ------------------------- | ------------------------- | ------------------------- | ------------------------- | ------------------------- | ------------------------- | ------------------------- | ------------------------- | ------------------------- |
| 1                         | Henri Tilleman            | 4:0                       | 600                       | 8                         | 75,00                     | 100,00                    | 300                       |                           |
| 2                         | Thomas Nockemann          | 2:2                       | 567                       | 10                        | 56,70                     | 60,00                     | 200                       |                           |
| 3                         | Xavier Carrer             | 0:4                       | 214                       | 8                         | 26,75                     | –                         | 171                       |                           |

| Abschlusstabelle Gruppe G | Abschlusstabelle Gruppe G | Abschlusstabelle Gruppe G | Abschlusstabelle Gruppe G | Abschlusstabelle Gruppe G | Abschlusstabelle Gruppe G | Abschlusstabelle Gruppe G | Abschlusstabelle Gruppe G | Abschlusstabelle Gruppe G |
| Platz                     | Name                      | MP                        | Pkte.                     | Aufn.                     | GD                        | BED                       | HS                        |                           |
| ------------------------- | ------------------------- | ------------------------- | ------------------------- | ------------------------- | ------------------------- | ------------------------- | ------------------------- | ------------------------- |
| 1                         | Brahim Djoubri            | 4:0                       | 600                       | 8                         | 75,00                     | 75,00                     | 285                       |                           |
| 2                         | Frans van Hoey            | 2:2                       | 316                       | 13                        | 24,30                     | 33,33                     | 83                        |                           |
| 3                         | Udo Mielke                | 0:4                       | 274                       | 13                        | 21,07                     | –                         | 173                       |                           |

## Hauptturnier

### Gruppenphase
| Abschlusstabelle Gruppe A | Abschlusstabelle Gruppe A | Abschlusstabelle Gruppe A | Abschlusstabelle Gruppe A | Abschlusstabelle Gruppe A | Abschlusstabelle Gruppe A | Abschlusstabelle Gruppe A | Abschlusstabelle Gruppe A |
| Platz                     | Name                      | MP                        | Pkt.                      | Aufn.                     | GD                        | BED                       | HS                        |
| ------------------------- | ------------------------- | ------------------------- | ------------------------- | ------------------------- | ------------------------- | ------------------------- | ------------------------- |
| 1                         | Martin Horn               | 4:2                       | 1200                      | 8                         | 150,00                    | 200,00                    | 395                       |
| 2                         | Henri Tilleman            | 3:3                       | 1134                      | 12                        | 94,50                     | 400,00                    | 400                       |
| 3                         | Brahim Djoubri            | 3:3                       | 801                       | 11                        | 66,75                     | 133,33                    | 265                       |
| 4                         | Michael Mikkelsen         | 2:4                       | 405                       | 4                         | 101,25                    | 400,00                    | 400                       |

| Abschlusstabelle Gruppe B | Abschlusstabelle Gruppe B | Abschlusstabelle Gruppe B | Abschlusstabelle Gruppe B | Abschlusstabelle Gruppe B | Abschlusstabelle Gruppe B | Abschlusstabelle Gruppe B | Abschlusstabelle Gruppe B |
| Platz                     | Name                      | MP                        | Pkt.                      | Aufn.                     | GD                        | BED                       | HS                        |
| ------------------------- | ------------------------- | ------------------------- | ------------------------- | ------------------------- | ------------------------- | ------------------------- | ------------------------- |
| 1                         | Fonsy Grethen             | 6:0                       | 1200                      | 6                         | 200,00                    | 400,00                    | 400                       |
| 2                         | Arnim Kahofer             | 4:2                       | 806                       | 7                         | 115,14                    | 200,00                    | 399                       |
| 3                         | Patrick Niessen           | 2:4                       | 613                       | 4                         | 153,25                    | 400,00                    | 400                       |
| 4                         | Stéphane Walthier         | 0:6                       | 185                       | 7                         | 26,42                     | –                         | 142                       |

### KO-Phase
|  | Halbfinale     | Halbfinale | Halbfinale | Halbfinale | Halbfinale | Halbfinale |               |               | Finale | Finale | Finale | Finale | Finale | Finale |
|  |                |            |            |            |            |            |               |               |        |        |        |        |        |        |
|  |                | MP         | Pkte.      | Aufn.      | ED         | HS         |               |               |        |        |        |        |        |        |
|  |                | MP         | Pkte.      | Aufn.      | ED         | HS         |               |               |        |        |        |        |        |        |
|  | Martin Horn    | 0          | 1          | 1          | 1,00       | 1          |               |               |        |        |        |        |        |        |
|  | Martin Horn    | 0          | 1          | 1          | 1,00       | 1          |               | MP            | Pkte.  | Aufn.  | ED     | HS     |        |        |
|  | Arnim Kahofer  | 2          | 400        | 1          | 400,00     | 400        |               | MP            | Pkte.  | Aufn.  | ED     | HS     |        |        |
|  | Arnim Kahofer  | 2          | 400        | 1          | 400,00     | 400        | Arnim Kahofer | 2             | 400    | 1      | 400,00 | 400    |        |        |
|  |                | MP         | Pkte.      | Aufn.      | ED         | HS         | Arnim Kahofer | 2             | 400    | 1      | 400,00 | 400    |        |        |
|  |                | MP         | Pkte.      | Aufn.      | ED         | HS         |               | Fonsy Grethen | 0      | 1      | 1      | 1,00   | 1      |        |
|  | Fonsy Grethen  | 2          | 400        | 4          | 100,00     | 399        |               | Fonsy Grethen | 0      | 1      | 1      | 1,00   | 1      |        |
|  | Fonsy Grethen  | 2          | 400        | 4          | 100,00     | 399        |               |               |        |        |        |        |        |        |
|  | Henri Tilleman | 0          | 338        | 4          | 84,50      | 280        |               |               |        |        |        |        |        |        |
|  | Henri Tilleman | 0          | 338        | 4          | 84,50      | 280        |               |               |        |        |        |        |        |        |

## Abschlusstabelle
| MP    | Match Points (Sieger = 2; Unentschieden = 1; Verlierer = 0) |
| Pkte. | Erzielte Karambolagen                                       |
| Aufn. | Benötigte Versuche                                          |
| GD    | Generaldurchschnitt                                         |
| BED   | Bester Einzeldurchschnitt eines Spielers                    |
| HS    | Höchstserie                                                 |
|       | Bester GD des Turniers                                      |
|       | Bester ED des Turniers                                      |
|       | Beste HS des Turniers                                       |
|       | 1. Platz (Gold)                                             |
|       | 2. Platz (Silber)                                           |
|       | 3. Platz (Bronze)                                           |

| Phase                                 | Platz | Name              | MP  | Pkt. | Aufn. | GD     | BED    | HS  |
| ------------------------------------- | ----- | ----------------- | --- | ---- | ----- | ------ | ------ | --- |
| Finale                                | 1     | Arnim Kahofer     | 8:2 | 1606 | 9     | 178,44 | 400,00 | 400 |
| Finale                                | 2     | Fonsy Grethen     | 8:2 | 1601 | 11    | 145,54 | 400,00 | 400 |
| Halb- finale                          | 3     | Martin Horn       | 4:4 | 1201 | 9     | 133,44 | 200,00 | 396 |
| Halb- finale                          | 3     | Henri Tilleman    | 3:5 | 1472 | 16    | 92,00  | 400,00 | 400 |
| Gruppen- phase                        | 5     | Brahim Djoubri    | 3:3 | 801  | 11    | 66,75  | 133,33 | 265 |
| Gruppen- phase                        | 6     | Patrick Niessen   | 2:4 | 613  | 4     | 153,25 | 400,00 | 400 |
| Gruppen- phase                        | 7     | Michael Mikkelsen | 2:4 | 405  | 4     | 101,25 | 400,00 | 400 |
| Gruppen- phase                        | 8     | Stéphane Walthier | 0:6 | 185  | 7     | 26,42  | –      | 142 |
| Turnierdurchschnitt: Endrunde: 109,50 |       |                   |     |      |       |        |        |     |